# Lijst van voetbalinterlands China - Hongarije (vrouwen)
Deze lijst van voetbalinterlands is een overzicht van alle officiële voetbalinterlands tussen de nationale vrouwenteams van China en Hongarije. De landen hebben tot nu toe één keer tegen elkaar gespeeld.

## Wedstrijden
| № | Plaats | Datum            | Competitie        | Wedstrijd         | Uitslag |
| - | ------ | ---------------- | ----------------- | ----------------- | ------- |
| 1 | Wuhan  | 5 september 2007 | Vriendschappelijk | China − Hongarije | 4 − 0   |

## Samenvatting
| Competitie        | Totaal gespeeld | Winst China | Gelijk | Winst Hongarije | Doelsaldo China – Hongarije |
| ----------------- | --------------- | ----------- | ------ | --------------- | --------------------------- |
| Vriendschappelijk | 1               | 1           | 0      | 0               | 4 − 0                       |
| Totaal            | 1               | 1           | 0      | 0               | 4 − 0                       |